# Uniwersytet Medyczny im. Karola Marcinkowskiego w Poznaniu
Uniwersytet Medyczny im. Karola Marcinkowskiego w Poznaniu (UMP) – państwowa uczelnia o profilu medycznym powstała w 1950 roku w Poznaniu jako Akademia Medyczna na bazie katedr i zakładów wchodzących w skład wydzielonych z Uniwersytetu Poznańskiego – Wydziału Lekarskiego z Oddziałem Stomatologii i Studium Wychowania Fizycznego oraz Wydziału Farmaceutycznego. Od 1984 nosi imię Karola Marcinkowskiego.
Według webometrycznego rankingu uniwersytetów świata ze stycznia 2025 roku, pokazującego zaangażowanie instytucji akademickich w Internecie, uczelnia zajmuje 1256. miejsce na świecie spośród wszystkich typów uczelni.

## Historia
Tradycje kształcenia medycznego w Wielkopolsce związane są z działalnością Wydziału Lekarskiego Poznańskiego Towarzystwa Przyjaciół Nauk. Na utworzenie w Poznaniu uniwersytetu nie zgadzało się państwo pruskie, w którego granicach znalazła się Wielkopolska po rozbiorach. Z tego powodu Towarzystwo było tak ważne dla Polaków, którzy mogli dzięki niemu uprawiać działalność naukową.
To właśnie grono osób skupionych wokół PTPN pod przewodnictwem jego prezesa, Heliodora Święcickiego, wyszło w 1918 roku z koncepcją utworzenia w Poznaniu uniwersytetu.
Od samego początku zabiegał on o powołanie na przyszłej uczelni studiów lekarskich i farmaceutycznych. Zgodnie z jego planami najpierw miał zostać utworzony wydział filozoficzny, jako najłatwiejszy do zorganizowania, następnie wydział prawno-ekonomiczny, teologiczny, rolno-leśny, a na końcu lekarski, którego uruchomienie wymagało największych środków finansowych, infrastruktury i kadr, których brakowało.
5 kwietnia 1919 nadano Heliodorowi Święcickiemu tytuł profesora nadzwyczajnego Wydziału Lekarskiego, który jeszcze formalnie się nie ukonstytuował. Umożliwiło to powołanie go na rektora.
Inauguracja działalności poznańskiej uczelni nastąpiła 7 maja 1919 roku w 400. rocznicę utworzenia Akademii Lubrańskiego.

### Organizacja studiów farmaceutycznych
Już w styczniu 1919 roku, jeszcze przed uroczystą inauguracją Uniwersytetu, Komisja Organizacyjna zamieściła w prasie ogłoszenia dotyczące naboru na studia farmaceutyczne oraz na wykładowców.
W sierpniu 1919 roku Towarzystwo Aptekarzy Polskich oraz Towarzystwo Aptekarzy Kondycjonujących wystąpiło do prezesa Naczelnej Rady Ludowej z wnioskiem o przyznanie funduszy na utworzenie studium farmaceutycznego.
Dziekan Wydziału Filozoficznego, Antoni Korczyński, przystąpił do organizowania studiów farmaceutycznych. Trudności z właściwą obsadą katedr sprawiły, że zadecydował o czasowym utworzeniu studium przy Wydziale Filozoficznym. Na jego wniosek w październiku 1919 roku Rada Wydziału Filozoficznego powołała Studium Farmaceutyczne.
W kwietniu 1920 roku obowiązki kierownika Katedry i Zakładu Chemii Farmaceutycznej oraz dyrektora Komisji Farmaceutycznej objął Konstanty Hrynakowski, który zajął się właściwą organizacją studiów. Był on zwolennikiem wszechstronnego kształcenia farmaceutów, opartego na wiedzy chemicznej i przygotowującego do pracy w aptekach, przemyśle farmaceutycznym lub spożywczym, sądownictwie, szkolnictwie etc. Opracowany przez niego nowoczesny, czteroletni program realizowano zarówno w jednostkach Studium (od 19 października 1920 roku Oddziału Farmaceutycznego) oraz w ramach zajęć zleconych na innych wydziałach uniwersytetu.
Gdy 19 listopada 1925 roku Wydział Filozoficzny podzielił się na Wydział Humanistyczny i Wydział Matematyczno-Przyrodniczy, Oddział Farmaceutyczny wszedł w skład tego drugiego.
Mimo starań Komisji Farmaceutycznej podjętych w 1928 roku projekt przekształcenia Oddziału w samodzielny wydział nie zyskał aprobaty Senatu Uczelni. Do końca okresu międzywojennego ta sytuacja nie uległa zmianie.

### Organizacja studiów lekarskich
Z racji tego, że nie udało się utworzyć Wydziału Lekarskiego przed inauguracją działalności samej uczelni, Wydział Lekarski PTPN prowadził od 15 lutego do 29 kwietnia 1919 roku kursy medyczne dla młodzieży chcącej studiować medycynę.
Głównymi przeszkodami w staraniach o zorganizowanie Wydziału Lekarskiego były niedobory kadrowe, brak zaplecza klinicznego oraz wysokie koszty związane z kształceniem lekarzy.
Momentem przełomowym był 25 kwietnia 1920 roku. Tego dnia Senat Uczelni podjął uchwałę o powołaniu na organizatora i pierwszego dziekana Wydziału Adama Wrzoska, powierzając mu jednocześnie stanowisko organizatora i kierownika Katedry Filozofii i Historii Medycyny w charakterze profesora zwyczajnego. 24 lipca 1920 Senat UP zaakceptował koncepcję rozwoju Wydziału Lekarskiego jego autorstwa. 5 września 1920 ukonstytuował się skład Rady Wydziału, która zebrała się na swym pierwszym posiedzeniu w dniu 19 listopada 1920 roku.
Ostatecznie I rok medycyny liczący 134 studentów rozpoczął wykłady z końcem stycznia 1921 roku.

### II wojna światowa
W czasie II wojny światowej poznańscy naukowcy brali udział w nauczaniu podziemnym na tajnym Uniwersytecie Ziem Zachodnich oraz na utworzonym w 1941 roku Polskim Wydziale Lekarskim na Uniwersytecie w Edynburgu.

### Powojenna odbudowa 1945-1949
Jeszcze w trakcie walk o Poznań w 1945 roku rozpoczęto działania mające na celu ratowanie i ochronę pozostawionego przez Niemców mienia uniwersyteckiego.
Mimo dużych trudności lokalowych i materialnych spowodowanych zniszczeniami wojennymi oraz braków kadrowych, 23 kwietnia 1945 roku rozpoczęto zajęcia dydaktyczne. Na Wydział Lekarski zgłosiło się wielu studentów, którzy nie ukończyli studiów w 1939 roku, oraz takich którzy rozpoczęli medycynę w ramach tajnego nauczania.
1 października 1947 Oddział Farmaceutyczny przekształcono w Wydział Farmaceutyczny.

### Akademia Medyczna w okresie PRL
Nowy etap w dziejach nauczania medycyny i farmacji związany był z formalnym przejęciem władzy w Polsce przez komunistów. Cały obszar nauki i szkolnictwa wyższego poddano reformom organizacyjnym i ideologicznym.
Jednym ze skutków tych zmian było utworzenie 1 stycznia 1950 roku Akademii Lekarskiej, przemianowanej w marcu 1950 roku na Akademię Medyczną w Poznaniu. Powstała ona na bazie wydzielonych ze struktur Uniwersytetu Poznańskiego, Wydziału Lekarskiego z Oddziałem Stomatologicznym i Studium Wychowania Fizycznego (5 lipca 1950 Studium przekształcono rozporządzeniem Rady Ministrów w Wyższą Szkołę Wychowania Fizycznego) oraz Wydziału Farmaceutycznego.
Jako pierwsze w kraju zostały utworzone na poznańskiej AM między innymi: Pracownia Mikroskopii Elektronowej (1956), Ośrodek Izotopowy (1957), Pracownia Sztucznej Nerki (1958), Ośrodek Dietetyki (1959), Klinika Chorób Pasożytniczych (1961), Zakład Rehabilitacji Przemysłowej (1968), Klinika Chirurgii Ręki (1969).
W 1975 roku powołano czwarty, obok medycyny, stomatologii i farmacji, kierunek studiów – pielęgniarstwo – oraz Wydział Pielęgniarstwa.
W latach 70. udało się pozyskać teren między ulicami - Stanisława Przybyszewskiego, Marcelińską, Polną i Karola Świerczewskiego (dzisiaj Bukowska). Stał się on zaczątkiem współczesnego kampusu uniwersyteckiego.
Wzrost rządów autorytarnych w kraju wpłynął na ograniczenie wolności akademickiej i niezależności uczelni. Kulminacją narastających konfliktów społecznych był rok 1980 kiedy powstał Niezależny Samorządny Związek Zawodowy „Solidarność”. We wrześniu tego roku na poznańskiej Akademii Medycznej zorganizowano zebranie pracowników i przeprowadzono pierwsze wybory pracowniczej organizacji związkowej. Konsekwencją tych wydarzeń była demokratyzacja uczelni. Przeprowadzono wtedy wolne wybory do władz Akademii, a 15 grudnia 1981 roku Senat podjął decyzję o nadaniu uczelni imienia Karola Marcinkowskiego (usankcjonowana przez parlament PRL dopiero 26 stycznia 1984 roku). Niestety wprowadzenie stanu wojennego i położyło kres autonomii ośrodków akademickich.

### Uczelnia po 1989 roku
Okres od 1989 roku, to czas bardzo aktywnej polityki naukowo-dydaktycznej i organizacyjnej. Dzięki temu już w 1992 roku powołano kolejny wydział – Wydział Medyczny – który wkrótce  przekształcono w Wydział Lekarski II. W skład nowego Wydziału weszły: Oddział Kształcenia Podyplomowego i Oddział Kształcenia w Języku Angielskim, kształcący jako pierwszy w Polsce studentów anglojęzycznych, początkowo głównie z USA. Dotychczasowy Wydział Lekarski został nazwany Lekarskim I, a Wydział Pielęgniarstwa ostatecznie w 1998 roku przekształcono w Wydział Nauk o Zdrowiu.
27 lutego 2007 roku Akademia Medyczna im. Karola Marcinkowskiego w Poznaniu, jako pierwsza uczelnia medyczna w Polsce, uzyskała status uniwersytecki przekształcając się w Uniwersytet Medyczny im. Karola Marcinkowskiego w Poznaniu.
W 2019 roku Wydział Lekarski I zmienił nazwę na Wydział Lekarski, a Wydział Lekarski II na Wydział Medyczny. Powołano trzy Kolegia Nauk – Nauk Medycznych, Nauk Farmaceutycznych, Nauk o Zdrowiu oraz Szkołę Doktorską.

## Władze rektorskie
Kadencja 2024–2028:
- rektor – prof. dr hab. Zbigniew Krasiński
- prorektor ds. klinicznych – prof. dr hab. Marek Ruchała
- prorektor ds. promocji i organizacji – dr hab. Justyna Gornowicz-Porowska, prof. UMP
- prorektor ds. nauki – prof. dr hab. Michał Nowicki
- prorektor ds. dydaktyki – prof. dr hab. Dorota Zozulińska-Ziółkiewicz
- prorektor ds. studenckich – dr hab. Jakub Żurawski

Kadencja 2020–2024:

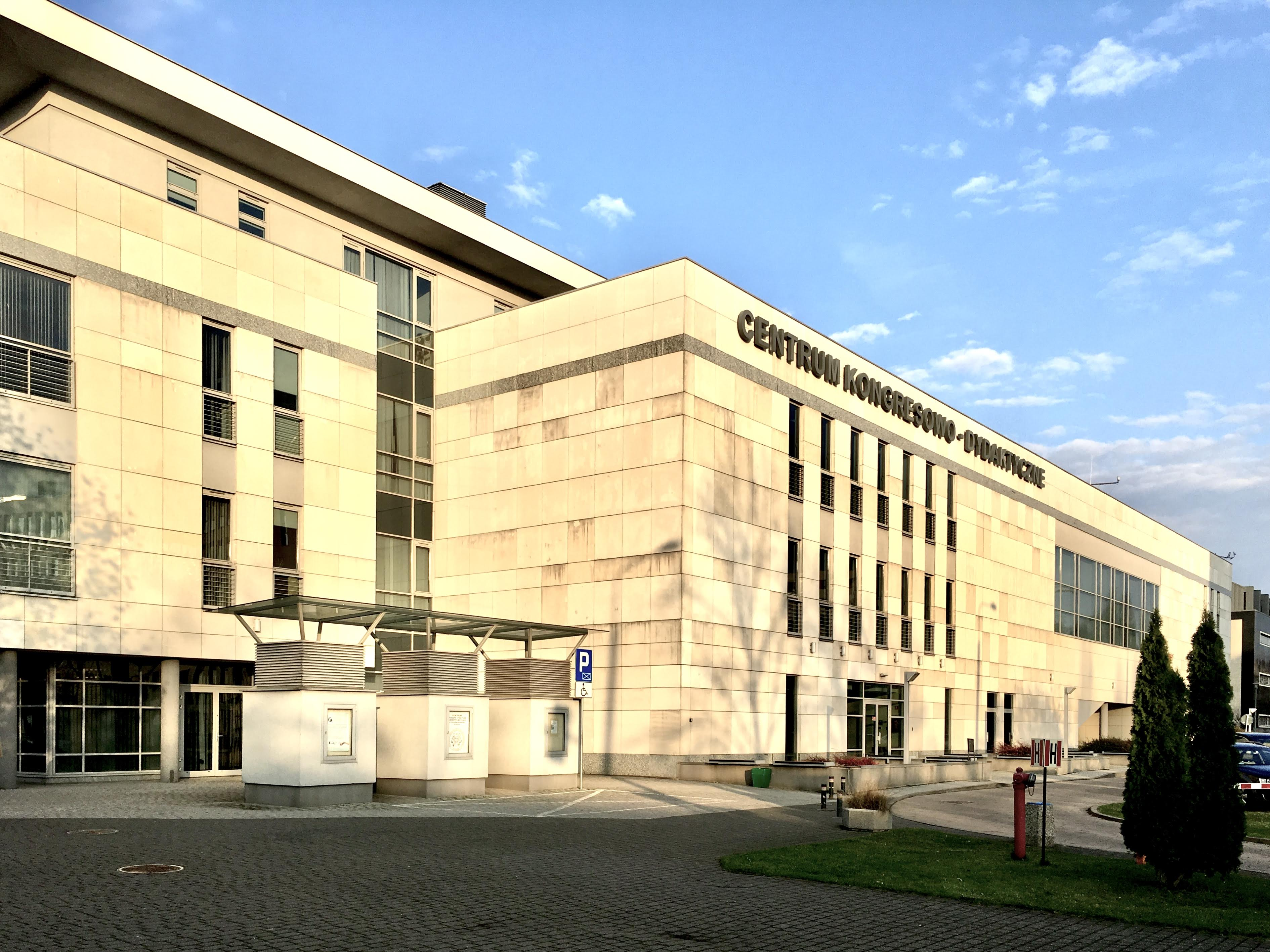
Centrum Kongresowo-Dydaktyczne

- rektor – prof. dr hab. Andrzej Tykarski
- prorektor ds. nauki i współpracy z zagranicą – prof. dr hab. Michał Nowicki
- prorektor ds. studenckich – prof. dr hab. Edmund Grześkowiak
- prorektor ds. dydaktyki – prof. dr hab. Małgorzata Kotwicka
- prorektor ds. szkoły doktorskiej i kształcenia podyplomowego – prof. dr hab. Ewa Wender-Ożegowska
- prorektor ds. klinicznych i współpracy z regionem – prof. dr hab. Zbigniew Krasiński
- prorektor ds. organizacji, promocji i rozwoju uczelni – prof. dr hab. Dorota Zozulińska-Ziółkiewicz

## Poczet rektorów

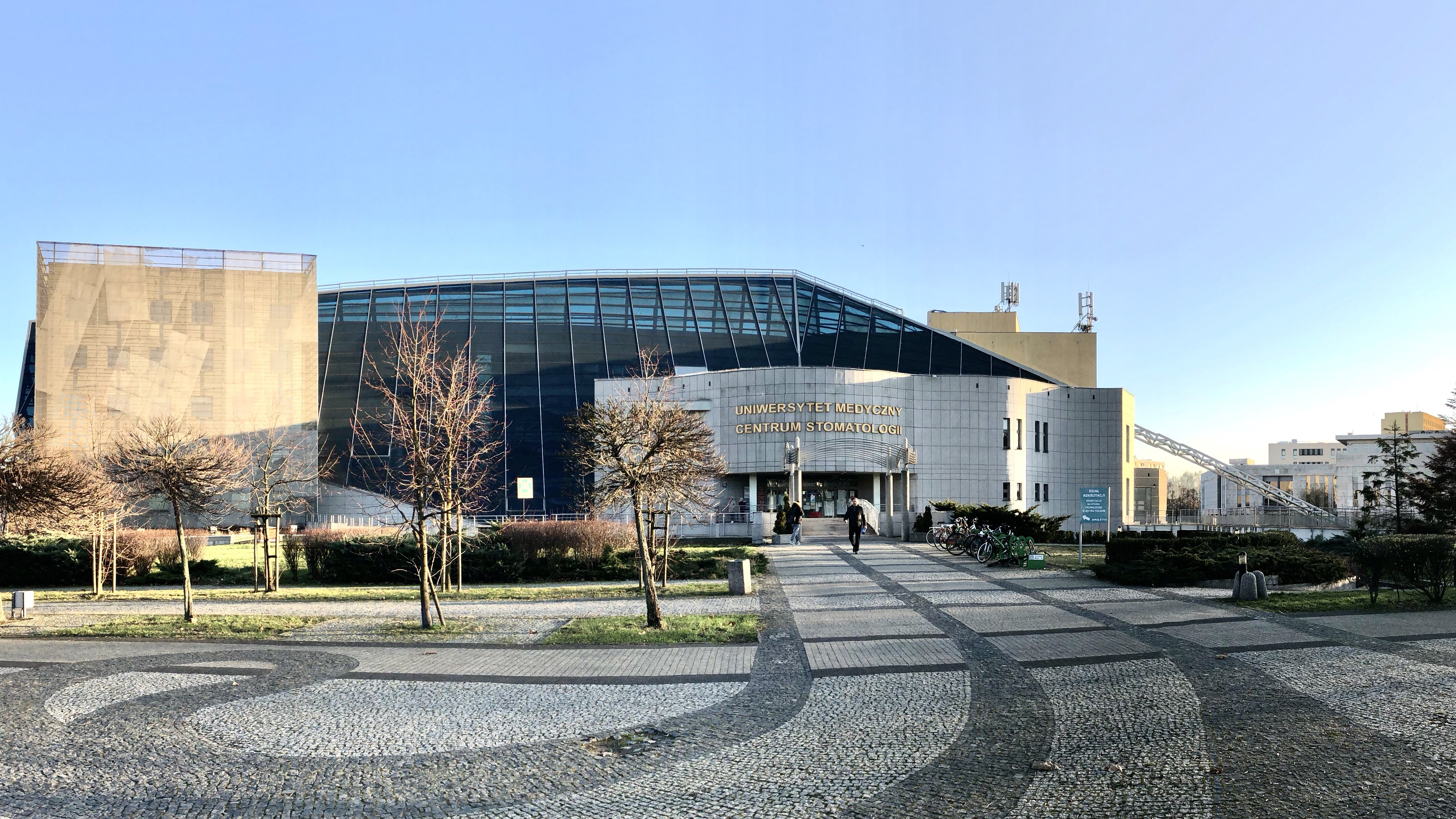
Collegium Stomatologi

- 1950–1952 – Tadeusz Stefan Kurkiewicz
- 1952–1953 – Edward Czarnecki
- 1953–1955 – Jan Roguski
- 1955–1956 – Anatol Dowżenko
- 1956–1959 – Antoni Horst
- 1959–1962 – Wiktor Dega
- 1962–1964 – Olech Szczepski
- 1964–1972 – Witold Michałkiewicz
- 1972–1981 – Roman Góral
- 1981–1987 – Jerzy Wójtowicz
- 1987–1993 – Antoni Pruszewicz
- 1993–1999 – Janusz Gadzinowski
- 1999–2002 – Leon Drobnik
- 2002–2008 – Grzegorz Bręborowicz
- 2008–2016 – Jacek Wysocki
- 2016–2024 – Andrzej Tykarski
- 2024–obecnie – Zbigniew Krasiński

## Wydziały
- Wydział Lekarski
- Wydział Medyczny
- Wydział Farmaceutyczny
- Wydział Nauk o Zdrowiu

## Podmioty lecznicze

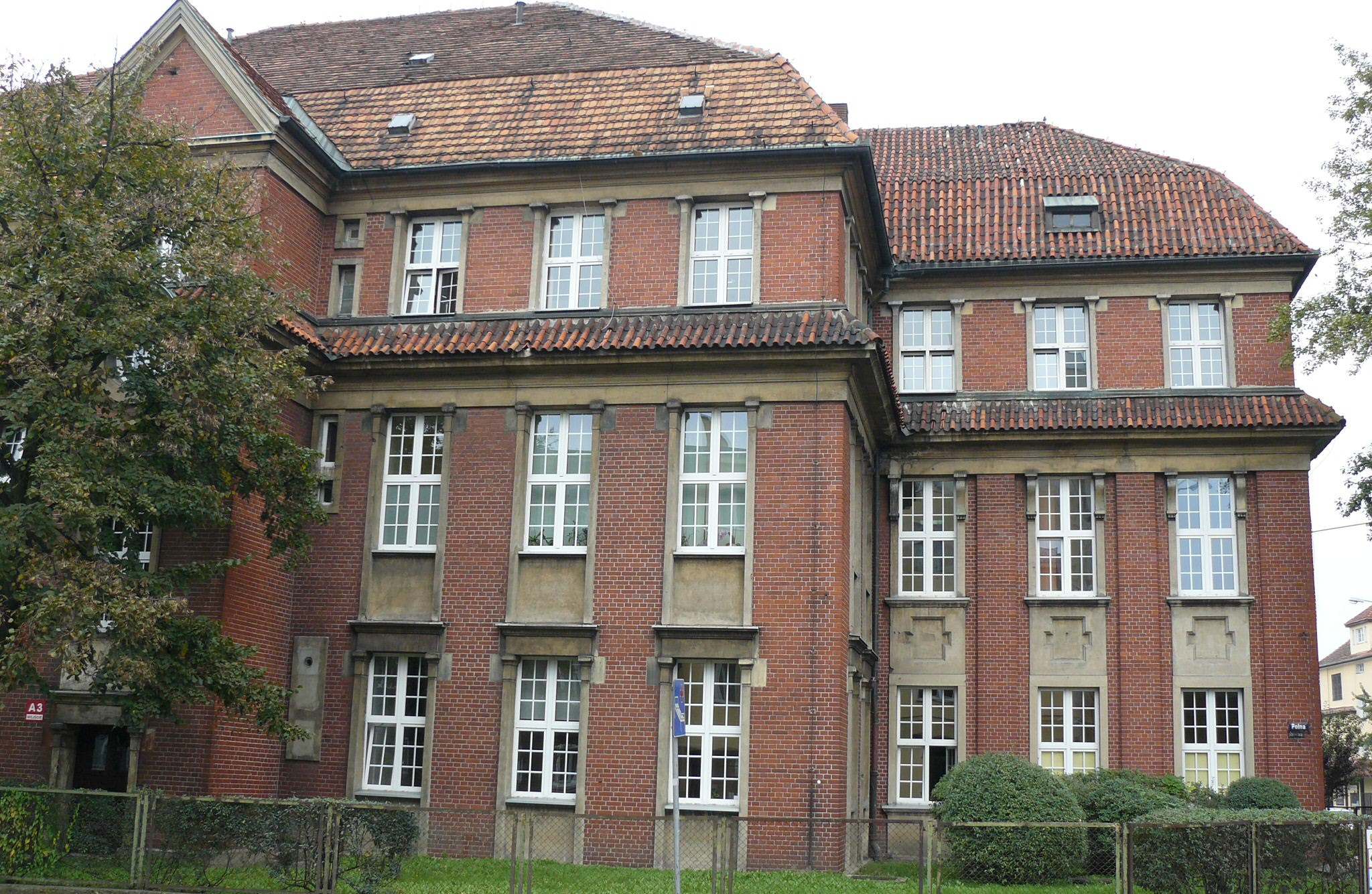
Ginekologiczno-Położniczy Szpital Kliniczny

- Uniwersytecki Szpital Kliniczny w Poznaniu
- Ginekologiczno-Położniczy Szpital Kliniczny im. Heliodora Święcickiego
- Ortopedyczno-Rehabilitacyjny Szpital Kliniczny im. Wiktora Degi
- Szpital Kliniczny im. Karola Jonschera
- Uniwersyteckie Centrum Stomatologii i Medycyny Specjalistycznej

W związku z budową Centralnego Zintegrowanego Szpitala Klinicznego przy ul. Grunwaldzkiej z dniem 1 stycznia 2022 Szpital Kliniczny Przemienienia Pańskiego został filią Szpitala Klinicznego im. Heliodora Święcickiego.

## Wydawnictwa ciągłe

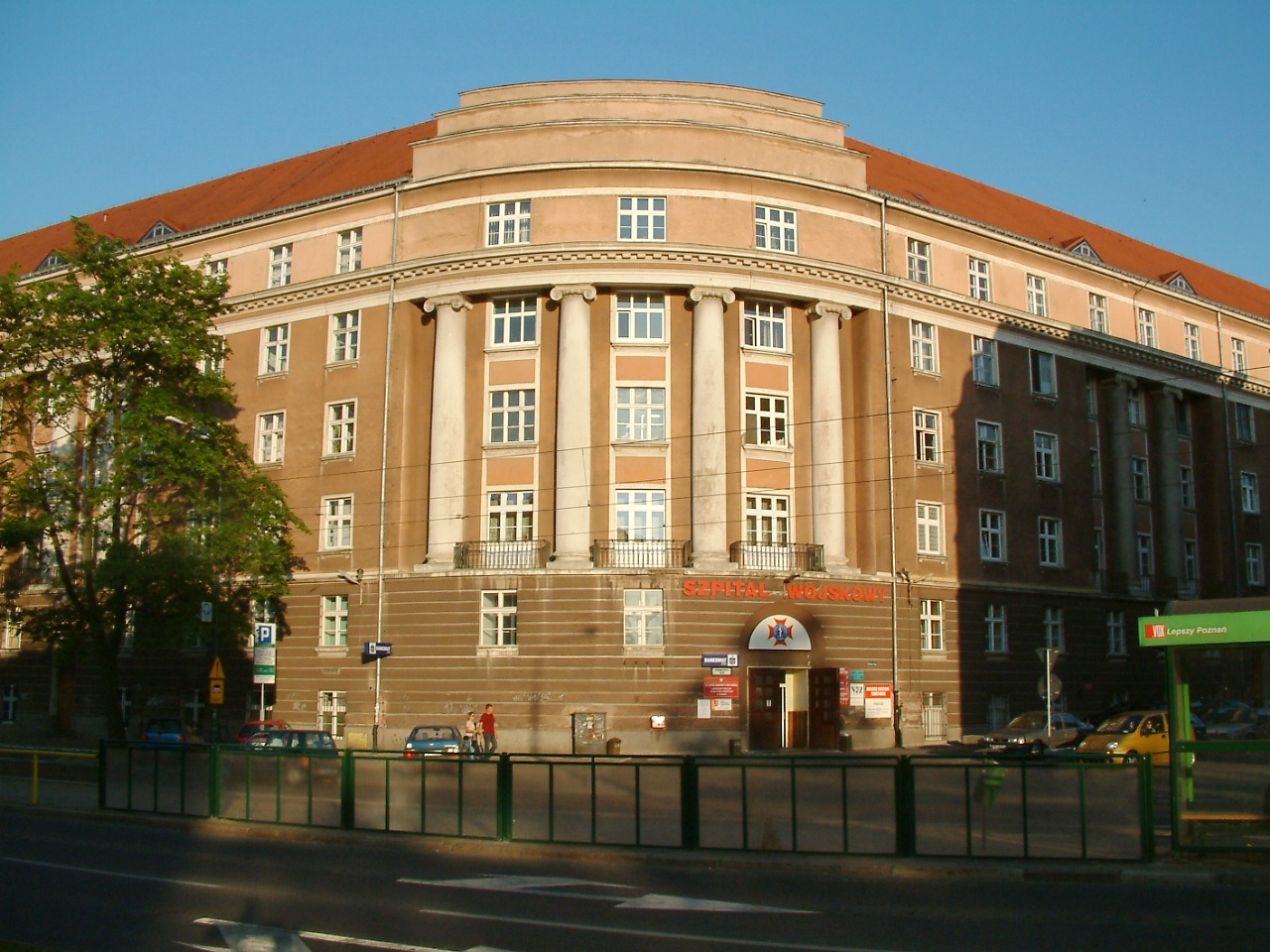
Szpital Kliniczny im. Heliodora Święcickiego ul. Grunwaldzka

Uniwersytet Medyczny im. Karola Marcinkowskiego w Poznaniu wydaje następujące czasopisma:
- "Fakty UMP" – dwumiesięcznik informacyjny
- "Nowiny Lekarskie" – dwumiesięcznik naukowy
- "Nowiny Szpitalne" – dwumiesięcznik informacyjny dla pracowników Szpitala Klinicznego nr 1 przy ul. Długiej
- "Puls UM" – miesięcznik – gazeta studentów

## Domy Studenckie
Przy Uniwersytecie Medycznym im. Karola Marcinkowskiego w Poznaniu znajduje się 5 domów studenckich:
- DS Eskulap, ul. Przybyszewskiego 39
- DS Medyk, ul. Rokietnicka 4
- DS Aspirynka, ul. Rokietnicka 6
- DS Wawrzynek, ul Wawrzyniaka 23/25
- DS Karolek, ul Rokietnicka 5e

## Kampus
Kampus Uniwersytetu Medycznego usytuowany jest w czworoboku tworzonym przez ulice Przybyszewskiego, Bukowską, Polną i Marcelińską. Znajdują się tam budynki naukowo-dydaktyczne, większość akademików, Biblioteka Główna oraz Centrum Wychowania Fizycznego i Sportu. Budynki znajdujące się na terenie kampusu:
- Collegium Stomatologicum
- Centrum Biologii Medycznej
- Centrum Kongresowo-Dydaktyczne
- Collegium im. Adama Wrzoska
- Collegium Humanum
- Collegium Pharmaceuticum
- Dom Studencki Medyk
- Dom Studencki Aspirynka
- Dom Studencki Eskulap
- Dom Studencki Karolek
- Studium Języków Obcych
- Hala Sportowa
- Budynek dydaktyczny mieszczący Katedrę Chorób Oczu i Optometrii oraz Katedrę i Zakład Biologii Komórki

## Organizacje studenckie
- Rada Uczelniana Samorządu Studenckiego
- Rada Samorządu Doktorantów
- Studenckie Towarzystwo Naukowe
- Gazeta Studentów UMP „Puls UMP”

- Chór Uniwersytetu Medycznego w Poznaniu
- Międzynarodowe Stowarzyszenie Studentów Medycyny IFMSA-Poland
- Akademicka Społeczność Ratownictwa i Medycyny Katastrof
- Polskie Towarzystwo Studentów Stomatologii
- Klub Uczelniany Akademickiego Związku Sportowego Uniwersytetu Medycznego
- Polskie Towarzystwo Studentów Farmacji
- Studencki Oddział Międzynarodowego Stowarzyszenia Inżynierii Farmaceutycznej przy UMP
- Studenckie Towarzystwo Diagnostów Laboratoryjnych

## Doktorzy honoris causa
| Maria Skłodowska-Curie 1922               | Ferdynand Foch 1923          |
| Heliodor Święcicki 1923                   | Adam Wrzosek 1965            |
| Wiktor Dega 1969                          | Robert Macintosh 1969        |
| Ksawery Rowiński 1969                     | Karl- Ludwig Schober 1969    |
| Borys Akimowicz Zadrożnyj 1969            | Karl Stainier 1969           |
| Włodzimierz Aleksandrowicz Niegowski 1973 | prof. Roman Drews 1974       |
| Anders Rexed 1974                         | Kornel Gibiński 1975         |
| Carmelo Giordano 1975                     | Otto Mayerhofer 1975         |
| Włodzimierz Michajłow 1975                | Jan Nielubowicz 1975         |
| Stanisław Pokrzywnicki 1975               | Witold Rudowski 1975         |
| Joachim H. Scharf 1975                    | Stefan Ślopek 1975           |
| Olech Szczepski 1975                      | Werner Janisch 1976          |
| Bogusław Borkowski 1976                   | Helmut Kraatz 1977           |
| Stanisław Biniecki 1977                   | Nikołaj N. Błochin 1979      |
| Konrad Seige 1982                         | Jean Lassner 1983            |
| Wiktor Tomaszewski 1985                   | Miroslav Holub 1985          |
| Walter Frommhold 1986                     | Joseph V. Swintosky 1986     |
| Jerzy Lutomski 1987                       | Tigran Darbinjan 1988        |
| Shaul Massry 1988                         | Dietrich Plester 1988        |
| Janusz Groniowski 1989                    | Antoni Horst 1989            |
| Wolfgang Muller 1989                      | Johan Sayk 1989              |
| Edward R. Garrett 1989                    | Roger Jean 1991              |
| Kazuo Ogawa 1991                          | Wolfgang Dick 1992           |
| Wolfgang Muller- Ruchholtz 1992           | Christof Pilgrim 1992        |
| Igor Klatzo 1993                          | Elżbieta Jankowska 1994      |
| Wanda Błeńska 1994                        | Bernd Wilhelm Müller 1996    |
| Dharmapuri Vidyasagar 1996                | Edward Moskal 1997           |
| Henryk Wiśniewski 1997                    | Hans Lindemann 1998          |
| Gunther Nufer 1998                        | Hans P. Zenner 1998          |
| Hilary Koprowski 1998                     | Przemysław Gabryel 2000      |
| Ernst Lehnhardt 2000                      | Donald Kassebaum 2000        |
| Karel Marsal 2002                         | Gaston G. Nussdorfer 2002    |
| Edward Rużyłło 2003                       | Dimitros G. Oreopoulos 2003  |
| Reinhard Neubert 2004                     | Larry Norman Cook 2004       |
| Alexander Bernhard 2004                   | Jerzy Kawiak 2008            |
| David Howard Adamkin 2009                 | Danuta Malejka-Giganti 2009  |
| Oded Langer 2009                          | David Howard Adamkin 2009    |
| Antoni Pruszewicz 2010                    | Włodzimierz Januszewicz 2010 |
| Theresa Whiteside 2011                    | Roman Kaliszan 2012          |
| Maria Siemionow 2013                      | Marek Konarzewski 2013       |
| Tadeusz Maliński 2014                     | Michael Sherman 2015         |
| Eli Y. Adashi 2016                        | Admir Hadzic 2016            |
| Oliver Kayser 2017                        | Leonard Wartofsky 2017       |
| Berthold Koletzko 2019                    | Antoni Duleba 2019           |
| Roman Lesyk 2019                          | Martin Witt 2019             |
| Piotr Kasprzak 2019                       | Andrea R. Genazzani 2021     |
| Lidia Niedźwiecka – Owsiak 2023           |                              |

## Galeria

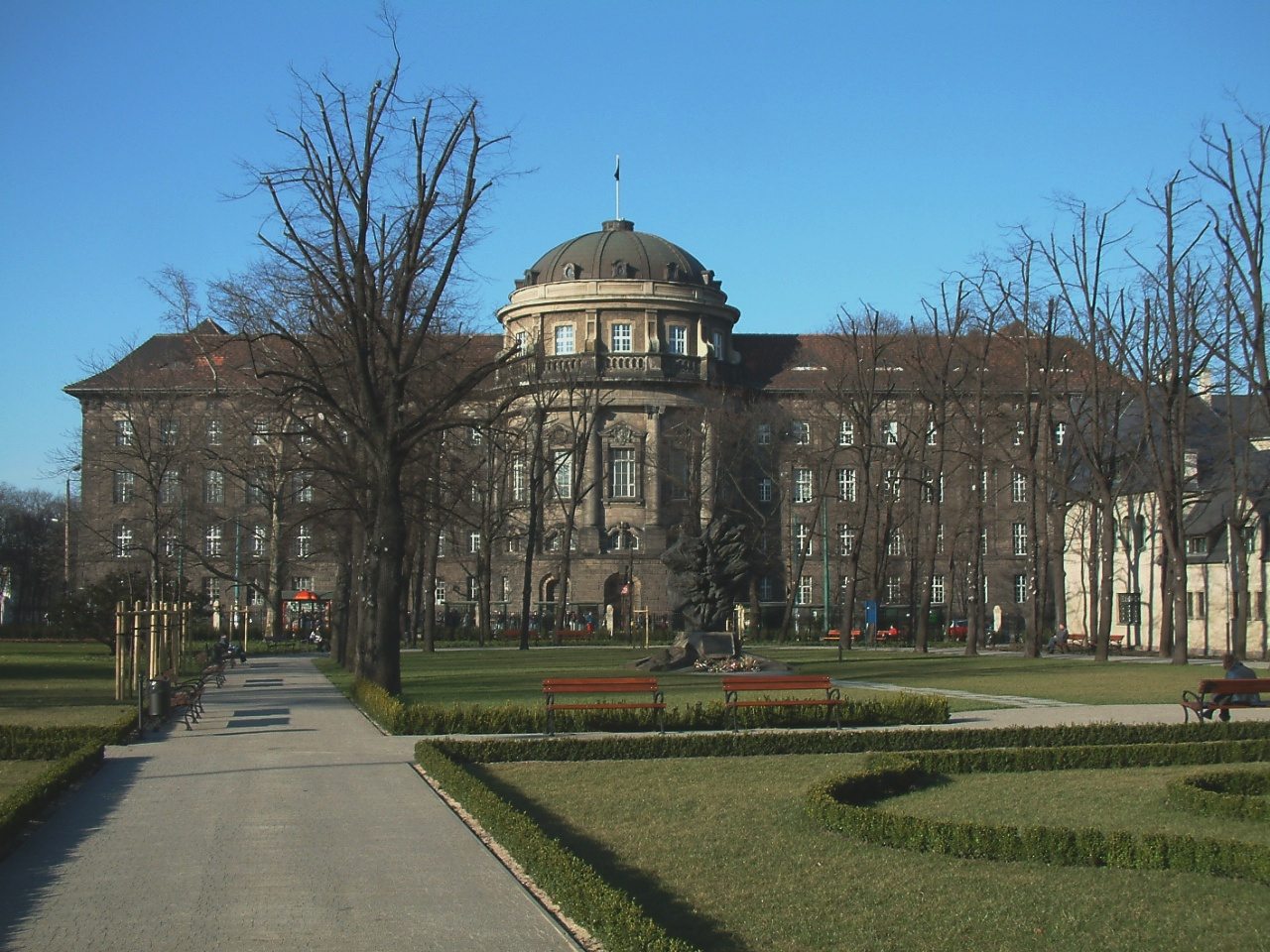
Collegium Maius
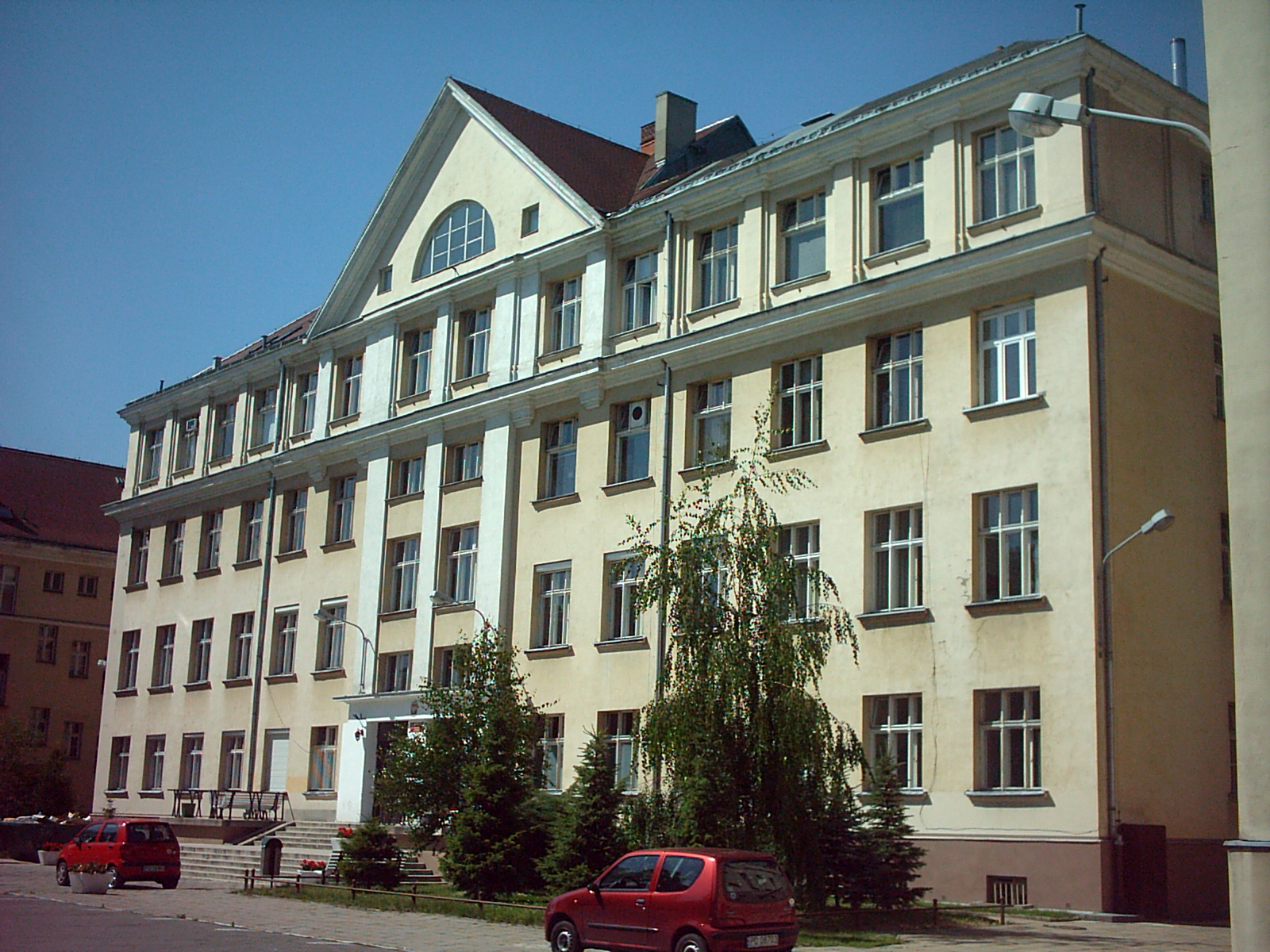
Collegium Anatomicum
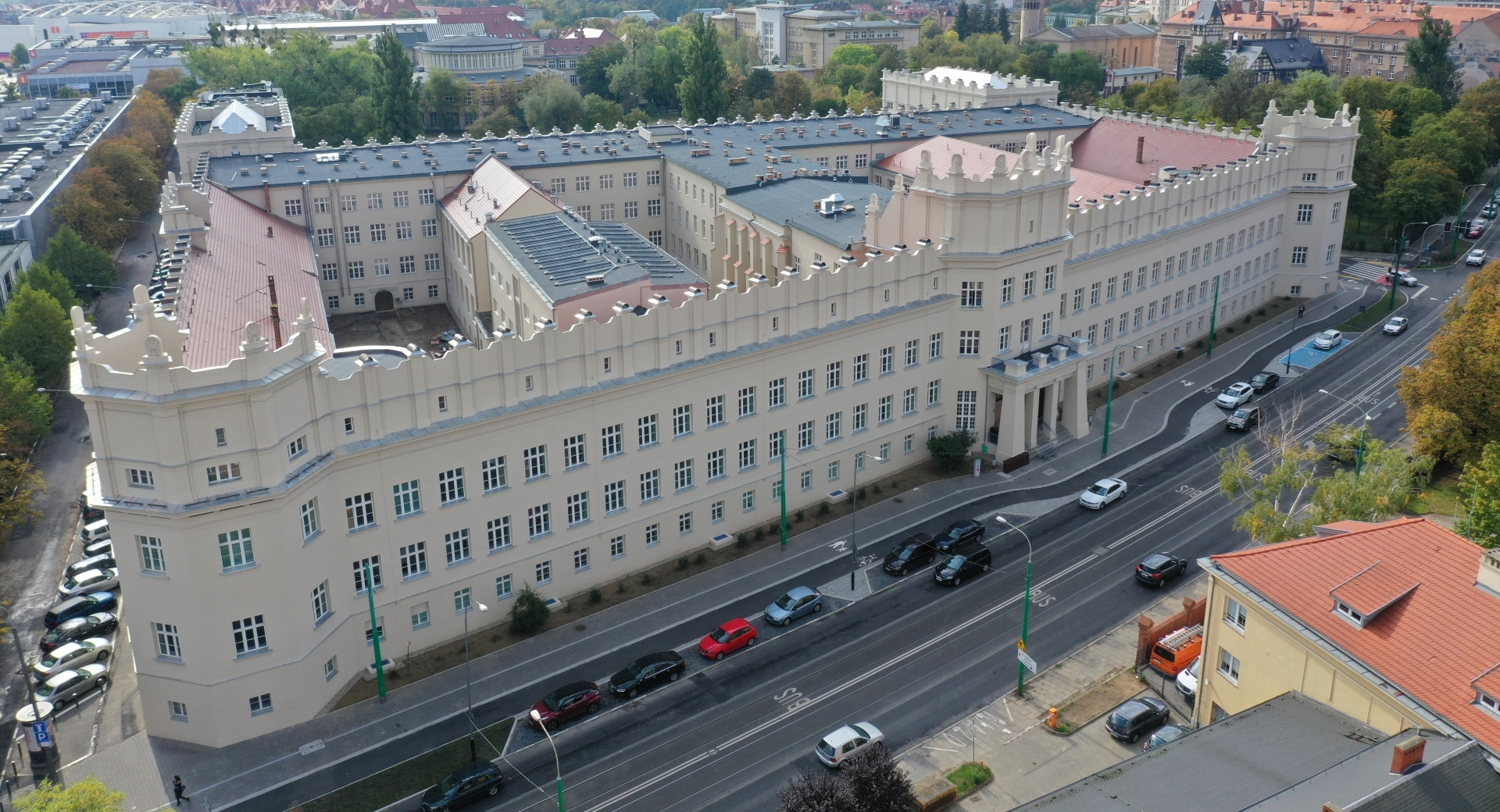
Collegium Heliodori Święcicki
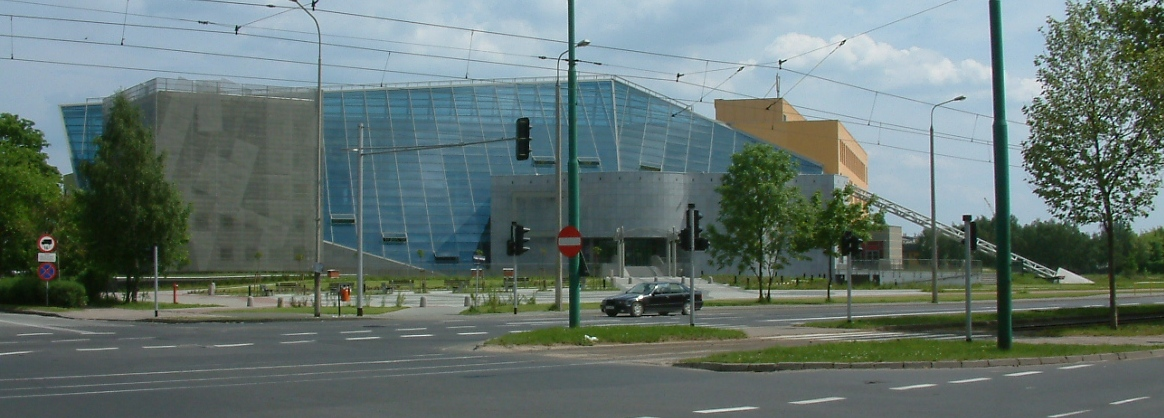
Collegium Stomatologicum
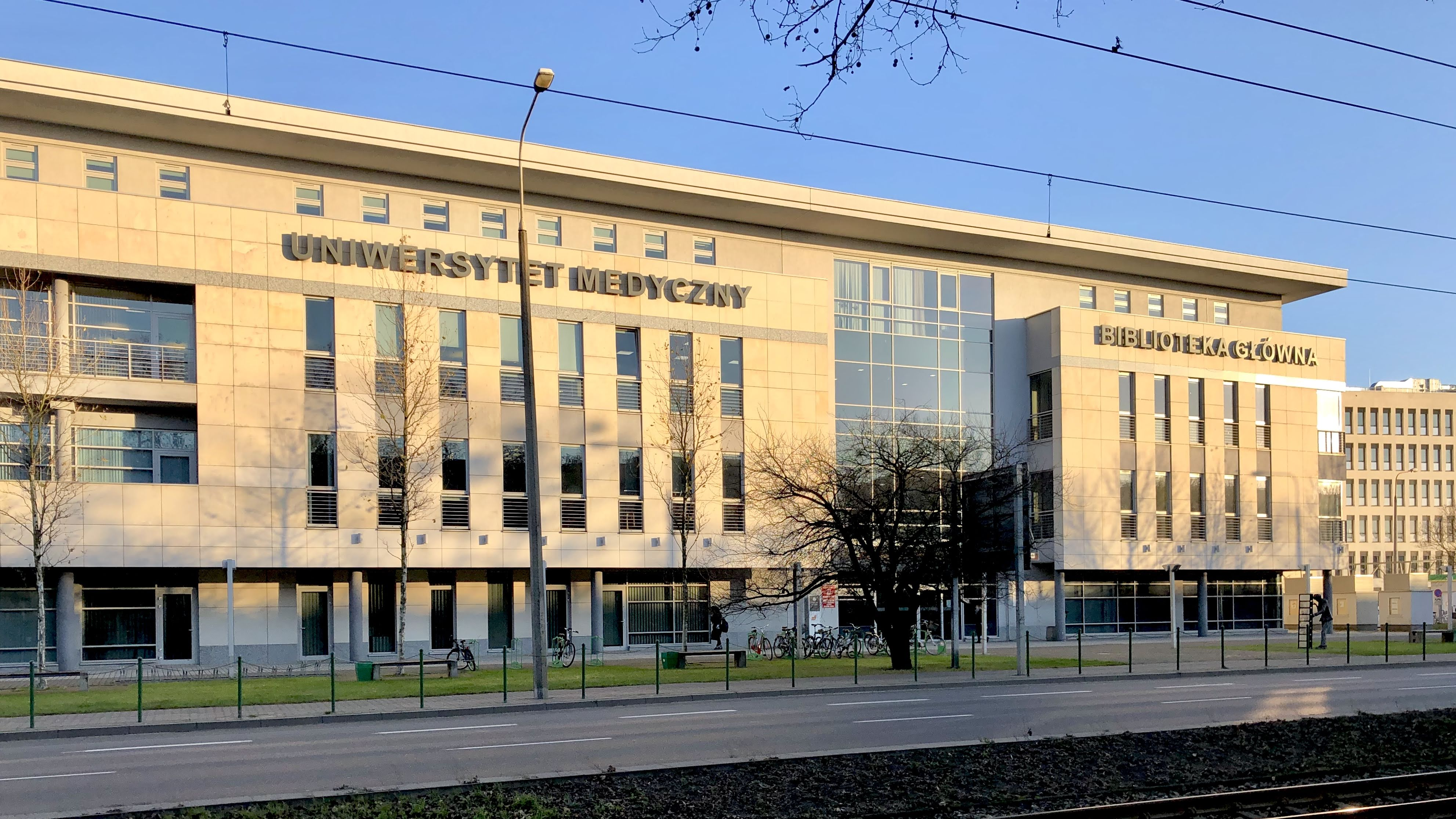
Biblioteka Główna Uniwersytetu Medycznego
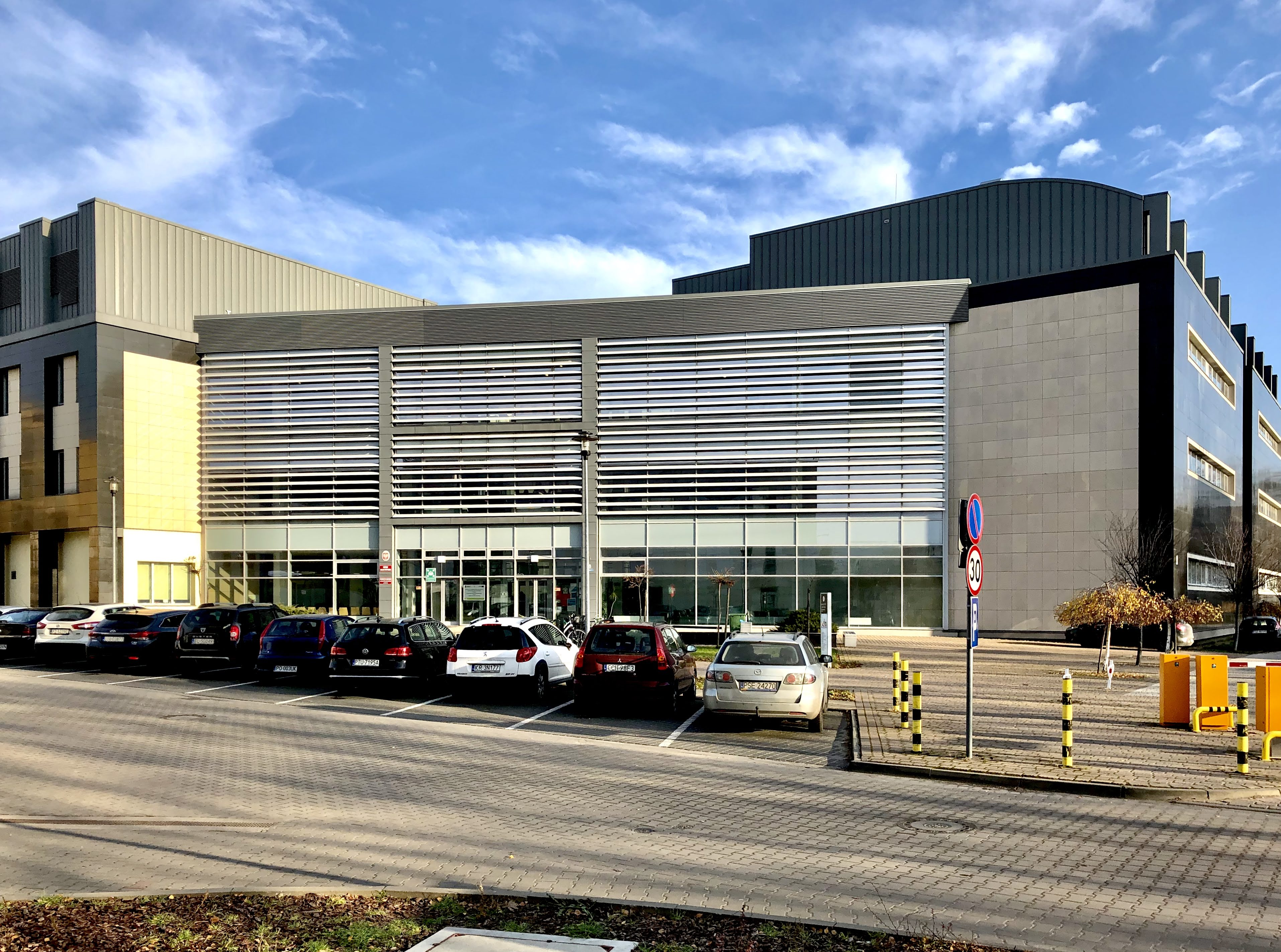
Centrum Biologii Medycznej
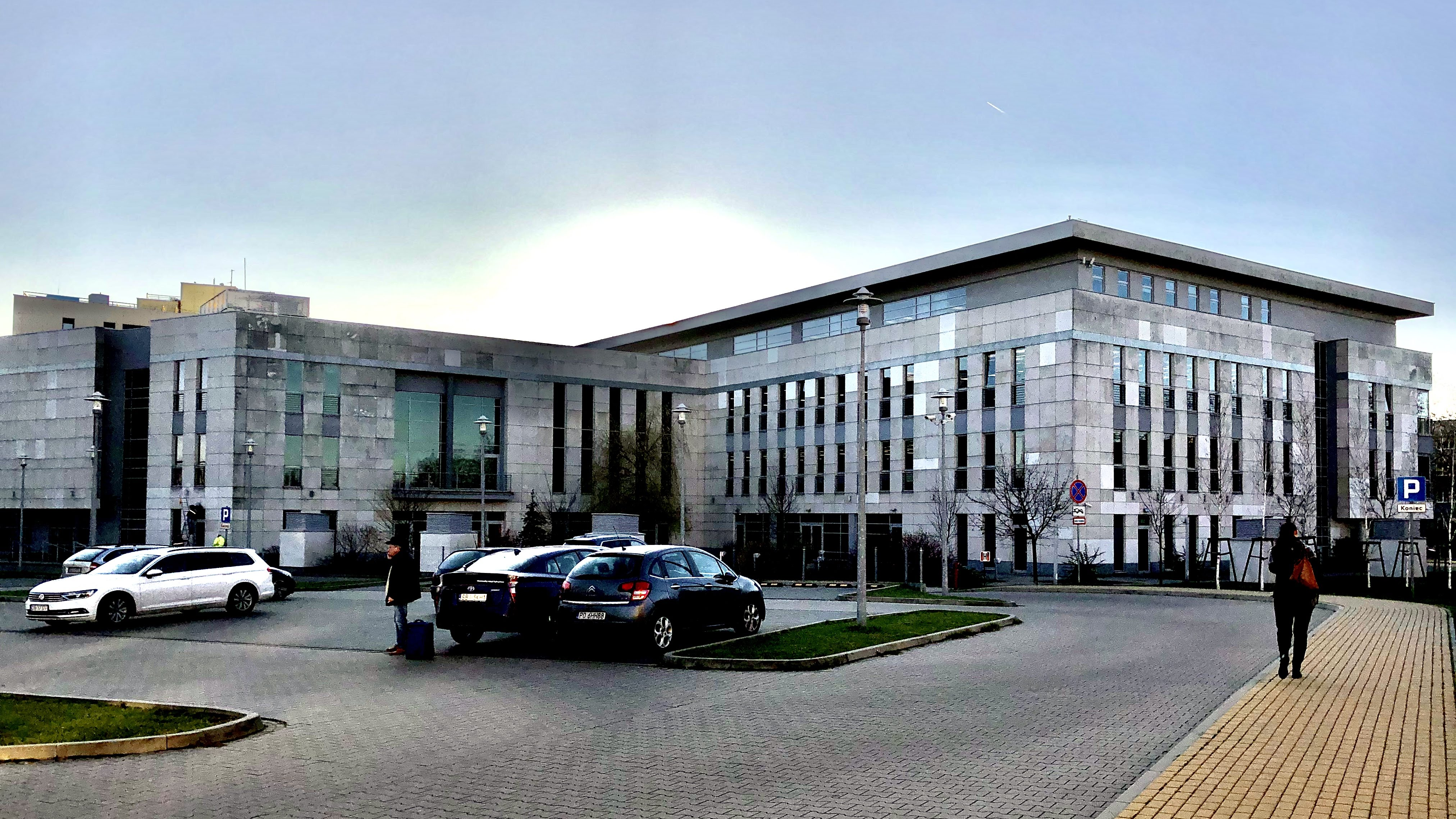
Centrum Kongresowo-Dydaktyczne
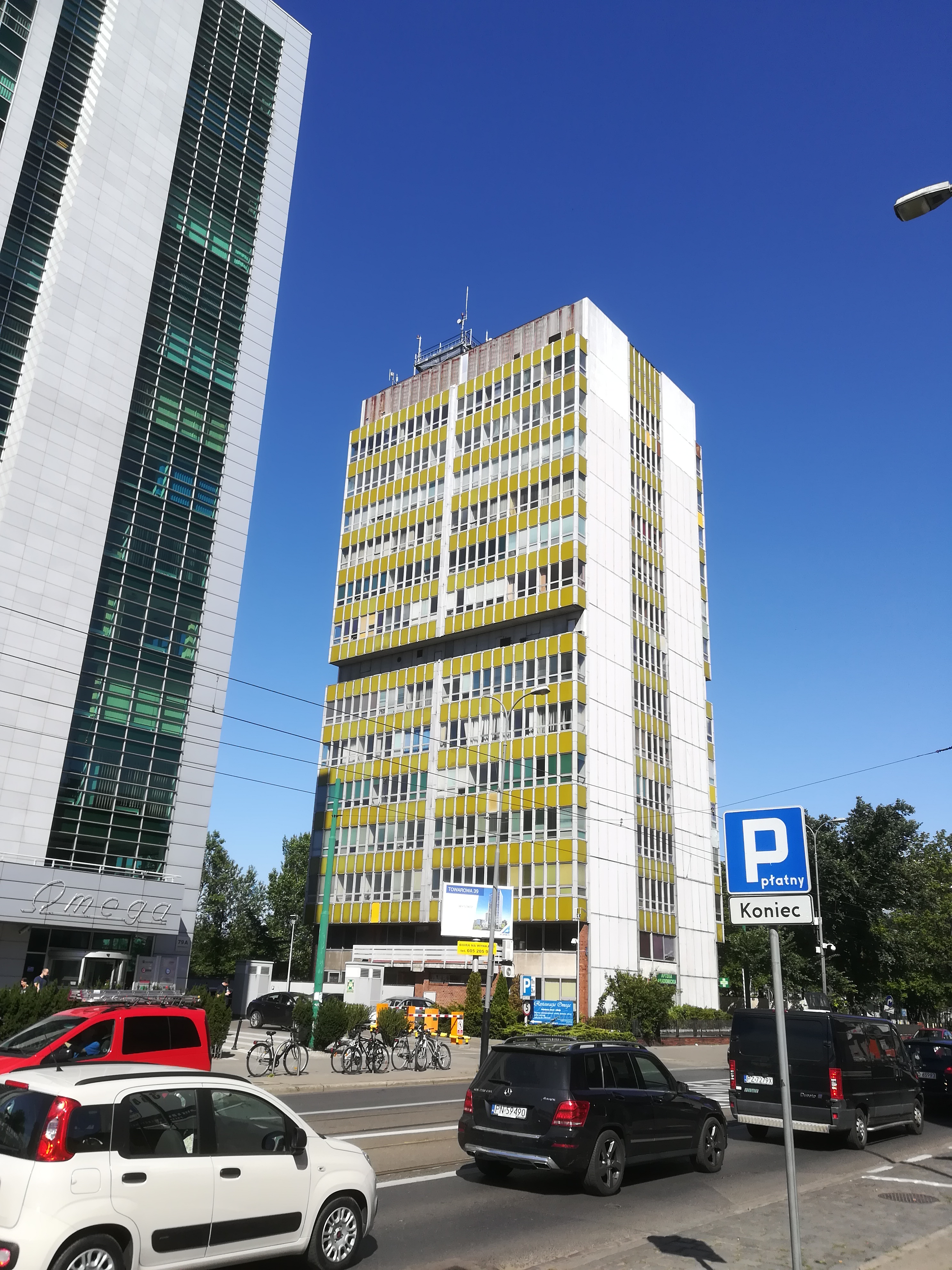
Collegium Adama Wrzoska w Poznaniu (1994–2018)
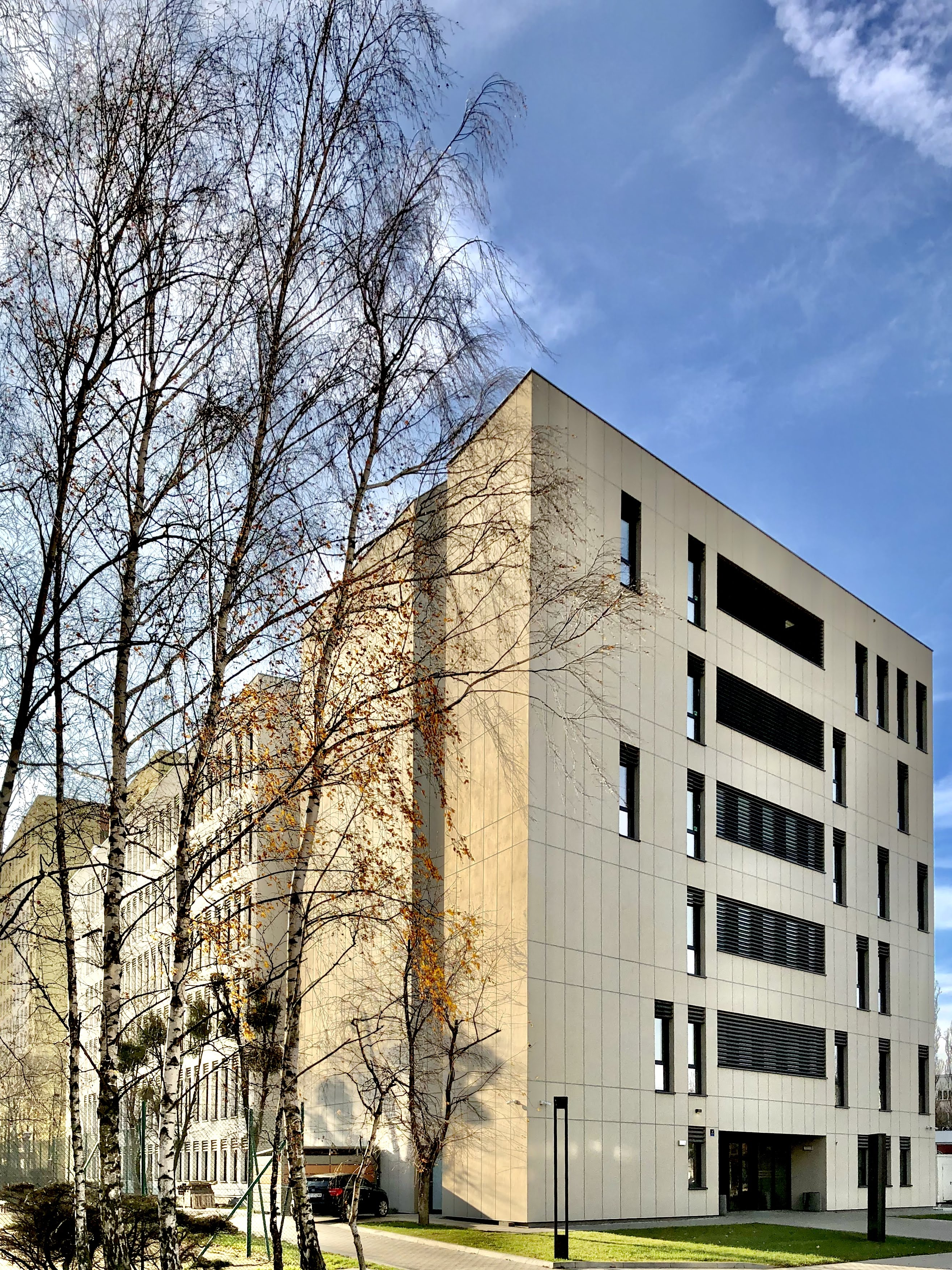
Collegium Adama Wrzoska w Poznaniu (od 2018
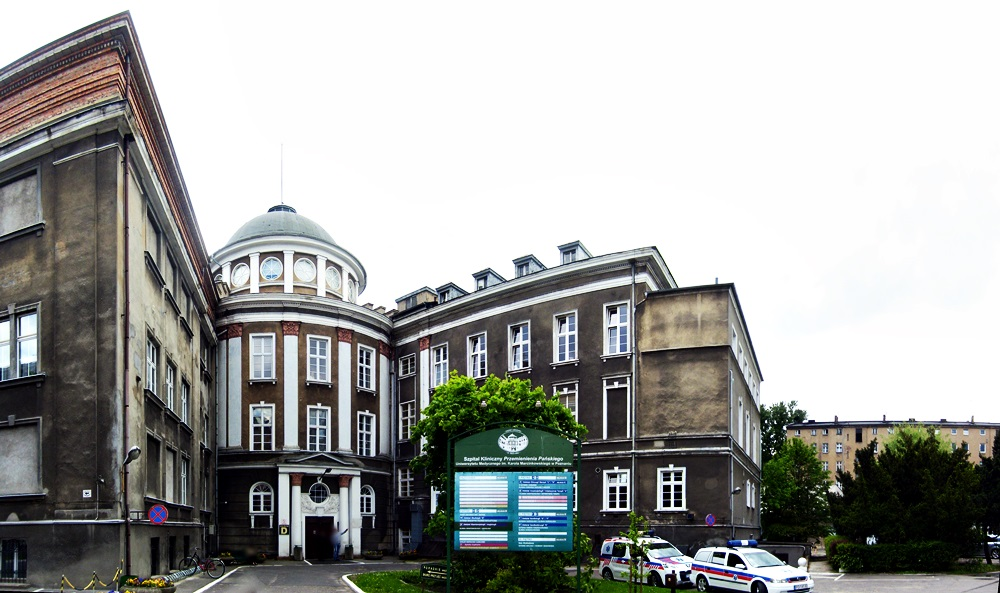
Szpital Kliniczny im. Heliodora Święcickiego (ul. Długa)
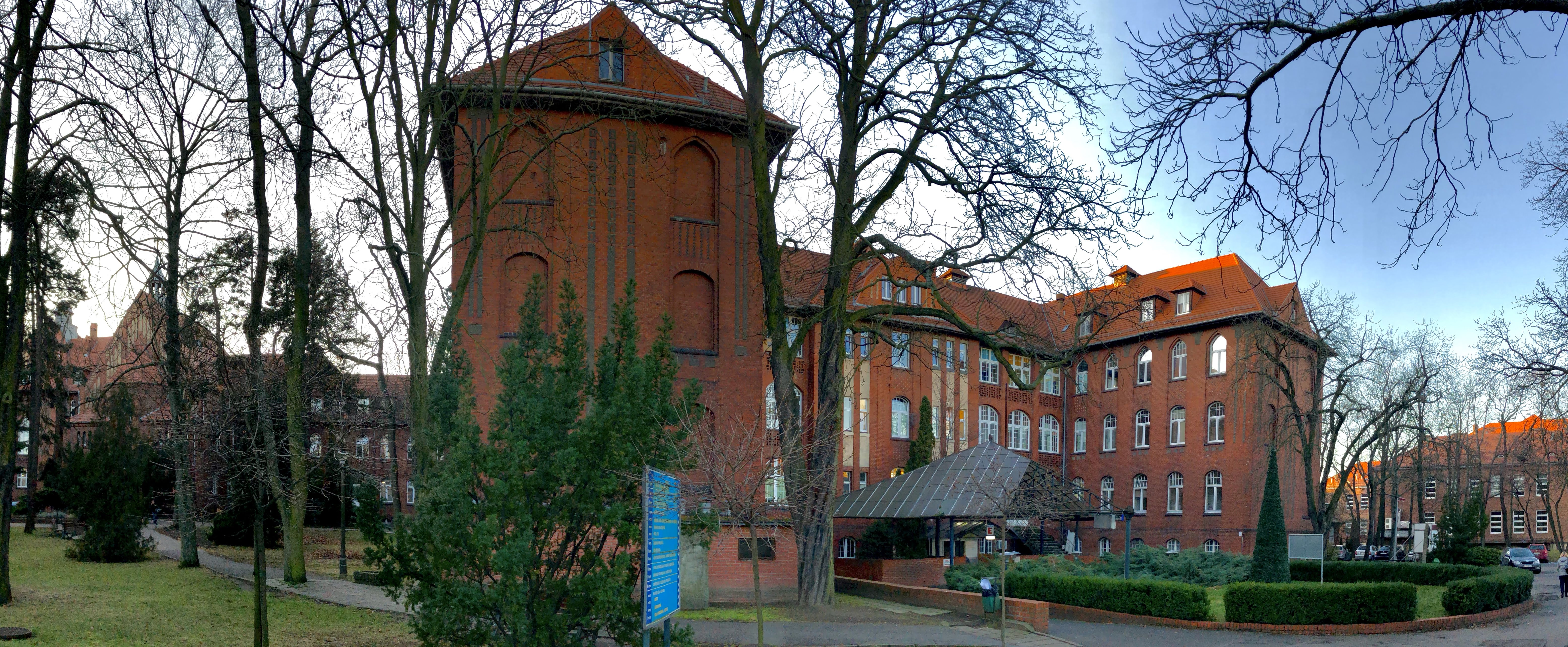
Uniwersytecki Szpital Kliniczny w Poznaniu (ul. Przybyszewskiego)
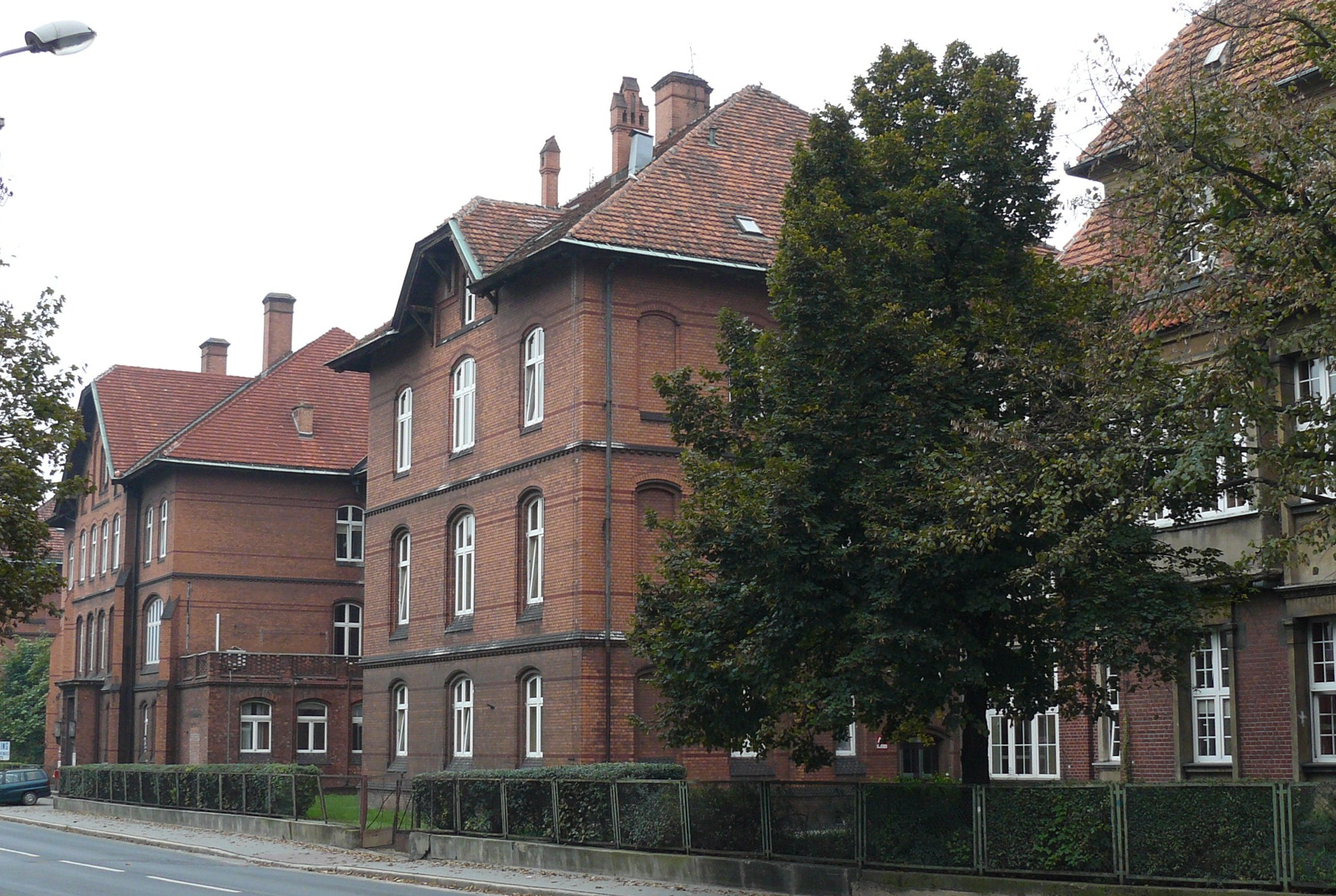
Ginekologiczno-Położniczy Szpital Kliniczny im. Heliodora Święcickiego Uniwersytetu Medycznego im. Karola Marcinkowskiego
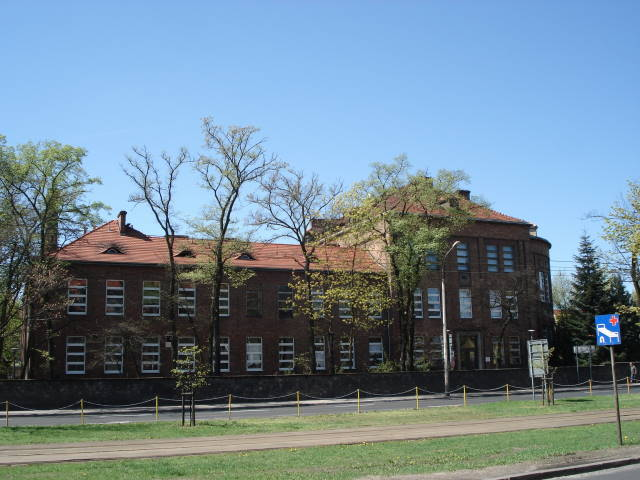
Uniwersytecki Szpital Kliniczny w Poznaniu – budynek dydaktyczny
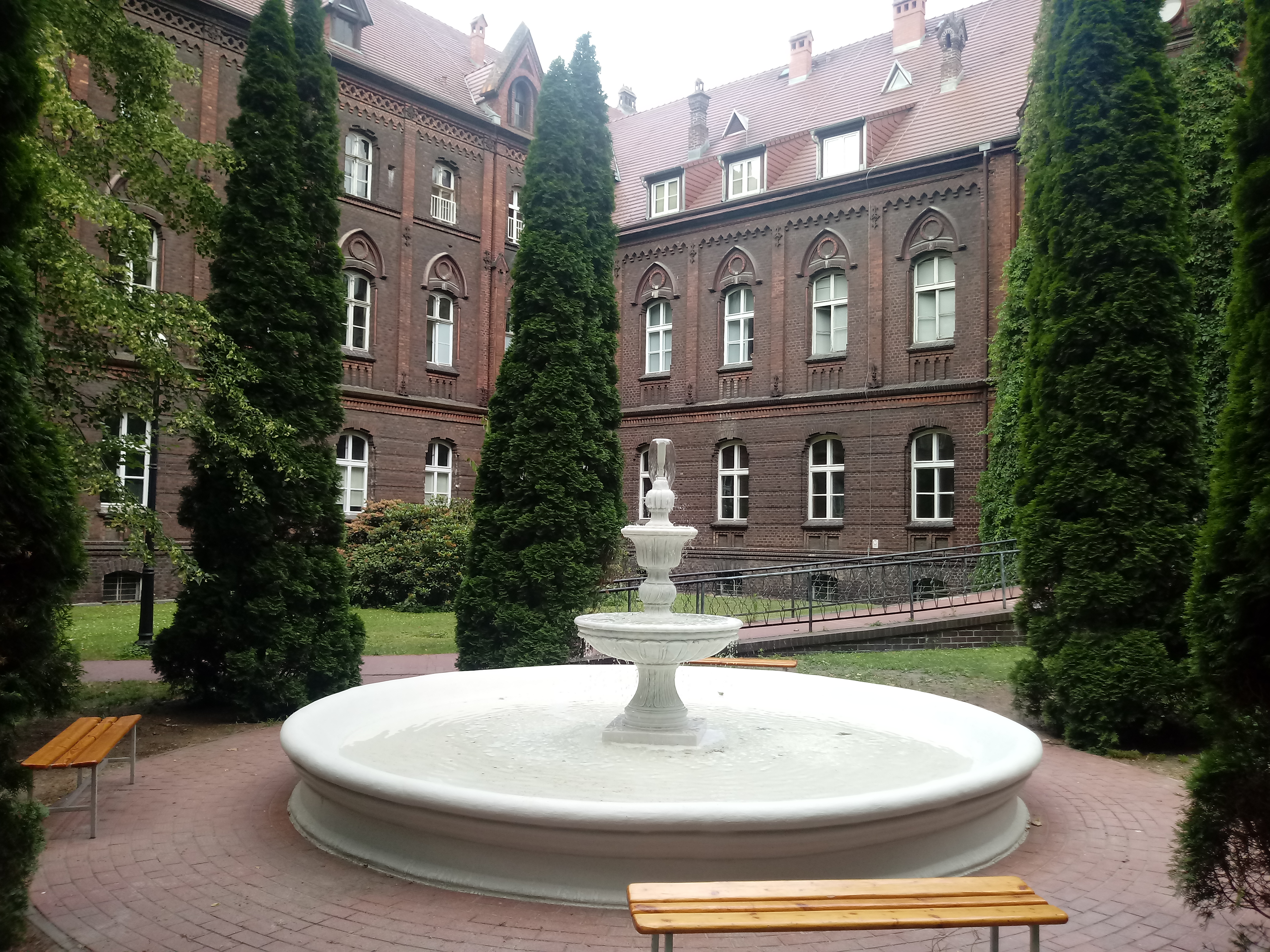
Ortopedyczno-Rehabilitacyjny Szpital Kliniczny im. Wiktora Degi